# 競争 (生物)
競争（きょうそう、英語：competition）とは、生物の個体同士が生息域や食糧、配偶相手などを争うこと。同種個体間に見られる種内競争(英語：Intraspecific competition)、違う種間に見られる種間競争(英語：Interspecific competition)の二つがある。生存競争と表現されることもあるが、生物が行う競争は生存のためだけではないため、文脈によっては生存競争の語がふさわしくないこともある。

## 種間競争

### 生態学における種間競争
生態学においては、競争関係は種間関係の型のひとつである。二つの種類の生物が、互いに相手の存在によって不利益を被る場合に、これらの種は競争関係にあると言う。
普通、競争関係にある種とは、共通の資源、ニッチを求めるもののことである。例えば、同じ地域に生息し、同じ餌を求める二種の動物があるとする。餌の量は有限であるから、一方が多く餌を食えば、他方は食うものが少なくなり個体数が減る。このような場合に、この二種の動物は餌に関して競争関係にあると言い、上記のような結果が出れば、数を減らした方が競争に負けたことになる。競争の対象となる資源は、生物や生態系によって様々である。食物だけでなく、隠れ家や縄張りの場所など生息する土地もその対象になる。類縁関係の近い生物は、互いにその生活上の要求も似ていることが多いから、重要な競争者でありえる。
実際の競争が、どのような形で行われるかは一概には言えない問題である。同じ餌を求める物同士であるからといって、実際にある獲物を取り合って戦うとは限らない。ライオンとハイエナのようにそのような例もあるが、ほとんどの場合はもっと間接的な形で行われる。たとえばメダカとカダヤシは非常によく似た魚で、都会地ではたいていはメダカがカダヤシに置き換えられている。しかし、カダヤシがメダカをどんどん食べているとか、カダヤシがメダカを攻撃しているわけではない。
片方が他方を攻撃して追い出す例もあるが、攻撃的で力で勝っていれば勝てるというわけでもない。攻撃的行動を取る種は、攻撃に時間とエネルギーを費やすために、かえって不利を招く場合もある。アメリカのリスに見られる例で、地上性で攻撃的なリスと樹上性で弱いリスの組み合わせで、草原は地上性のものが占有する傾向があるが、森林の地上部も占有するかというと、それができない。森林内では、樹上性のリスが地上にあらわれることも多く、そのたびに攻撃をしていては身が持たないからと考えられる。
両者が共通の資源を求めないのにもかかわらず、環境を背景にして互いに競争関係にある例もある。たとえば寒い海域のウニとコンブが競争関係にあるという例がある。ウニはコンブを食するので、捕食-被食関係である。ウニが岩盤上を占拠すると、コンブの新芽はすぐに食べられるため成長できない。ウニが立ち入れないようにした岩盤上には、コンブが侵入する。ところが、コンブがよく繁茂すると、今度はウニがいなくなる。これは、海藻が波に揺れて岩の上をはくために、幼いウニの定着を阻害するのである。このように、この両者は一方が繁栄すると他方が生存を妨げられるので、競争関係と言えるのである。
動物の場合は、それぞれの種で要求は異なるので、競争関係は一対一の種間に起こるものであるから、群集生態学だけでなく、個体群間の関係として個体群生態学で取り扱う場合もある。

## 種内競争

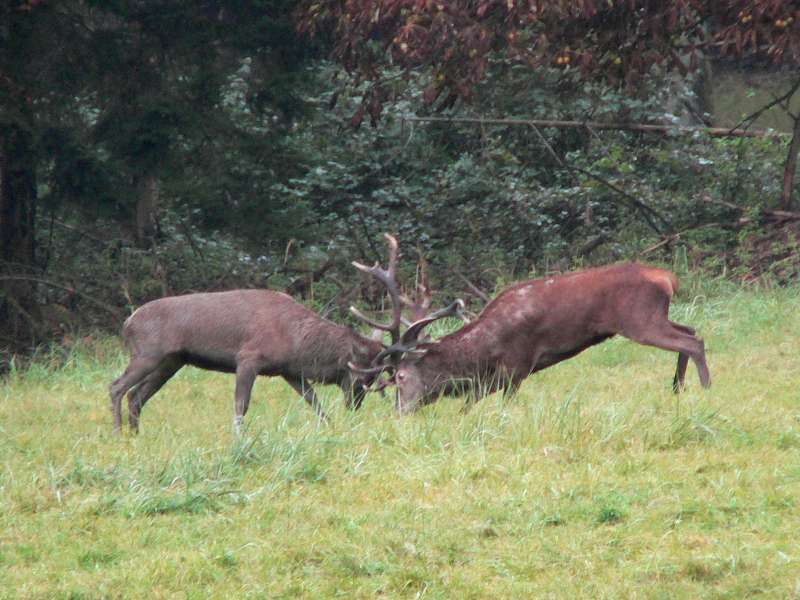
種内競争の例。メスを巡るアカシカの雄間闘争。

種内競争とは同じ種や個体群に属する個体同士が争うこと。生物の進化の最も大きな原動力となるのは、一般的には種間競争よりも種内競争と考えられている。それは同種の個体同士が同じ環境、同じエサ、同じ配偶相手を利用しなくてはならないため、もっとも密接な競争関係にあるからである。もっともわかりやすい種内競争の例に配偶の機会を巡る競争である性選択がある。そのほかに重要な種内競争には「進化的な対立」がある。これは一見すると利害が一致しそうな個体間の適応上の利害の対立に基づく競争で、親子間、兄弟間、つがい間、親族間、あるいはゲノム間に対立がある。

## 植物の競争
植物の場合、ほとんどが光合成で生活しているから、その求めるものは共通である。すなわち、その地域の植物すべては互いに競争関係にあるとも言える。したがって、この問題は群集生態学の課題となる。光合成に必要な水、二酸化炭素は競争の対象にはなりにくいので、普通は光に対する競争が見られる。光は太陽からくるから、太陽に向かって開けた面積を確保できるかどうかが勝負になる。
陸上生態系では、より高いところへ枝を伸ばして、相手より高い位置に出たものが優勢になる。ただし、樹木のように大きくなるには、幹に投資をせねばならず、時間がかかる。したがって、初期には草本が優占し、次第に木本に置き換わるという、いわゆる遷移が見られることになる。
コケ植物や地衣類のように、背が低く、基質上に密着するものでは、光に対する競争は、覆いかぶさりよりも、むしろ平面上での陣取り合戦の形を取る。
競争相手に勝つための手段として、積極的に相手を攻撃する植物もある。その一つが他感作用で、化学物質を分泌して、例えば自分の周囲で他の植物の生長を妨げるなどの例がある。
植物ではないが、共生藻類に光合成産物をもらって生活する造礁サンゴにも、同様な種間競争が見られる。

## 競争の理論的研究

### 数学のモデル
競争関係に関しては、古典的な数学モデルがある。オーストリア出身のアメリカ人数理生物学者アルフレッド・ジェームズ・ロトカが1925年に、イタリアの数学者ヴィト・ヴォルテラが1926年に互いに独立に導いたロトカ＝ヴォルテラの方程式と呼ばれるもので、ロジスティック方程式を元にしている。
2 つも種があって、それぞれの個体数を N1、N2、内的増加率を r1、r2、環境収容力を K1、K2 とするとき、それぞれの個体群成長は、微分方程式
{\displaystyle {\frac {dN_{1}}{dt}}=r_{1}N_{1}\left(1-{\frac {N_{1}+\alpha _{1}N_{2}}{K_{1}}}\right)}
および
{\displaystyle {\frac {dN_{2}}{dt}}=r_{2}N_{2}\left(1-{\frac {N_{2}+\alpha _{2}N_{1}}{K_{2}}}\right)}
で表される。ここで α1、α2 は、競争係数というもので、たとえば α1 は種 2 の個体が増加することで種 1 の個体数増加がどれだけの悪影響を受けるかを表すものである。また dN1/dt および dN2/dt は、種 1 および種 2 の個体数の次の瞬間にかけての増加率を表し、競争者の悪影響がなく、環境収容力が無限であれば、それぞれ
{\displaystyle {\frac {dN_{1}}{dt}}=r_{1}N_{1}}
および
{\displaystyle {\frac {dN_{2}}{dt}}=r_{2}N_{2}}
となる。つまり、次の瞬間にかけての個体数の増加率は、内的増加率が高ければそれに比例して高くなるし、現在の個体数が多ければやはりそれに比例して高くなる。
これに種内競争によるブレーキを組み込んだのがロジスティック方程式の微分方程式で、
{\displaystyle {\frac {dN_{1}}{dt}}=r_{1}N_{1}\left({\frac {K_{1}-N_{1}}{K_{1}}}\right)}
および
{\displaystyle {\frac {dN_{2}}{dt}}=r_{2}N_{2}\left({\frac {K_{2}-N_{2}}{K_{2}}}\right)}
となる。
ロトカ-ヴォルテラ式は、これにさらに種間競争によるブレーキ、α1N2 および  α2N1 を組み込んだものである。
それぞれの種の増加にブレーキをかけるのは、1 を上限とする {\displaystyle 1-{\frac {N_{1}+\alpha _{1}N_{2}}{K_{1}}}} と {\displaystyle 1-{\frac {N_{2}+\alpha _{2}N_{1}}{K_{2}}}} である。これらの値が小さければ小さいほど、つまり {\displaystyle {\frac {N_{1}+\alpha _{1}N_{2}}{K_{1}}}} と {\displaystyle {\frac {N_{2}+\alpha _{2}N_{1}}{K_{2}}}} の値が大きくなって 1 に近づけば近づくほど、それぞれの種の増加率は鈍り、0 に近づくし、1 を超えて大きくなると増加率は負となり、個体数は減少に転じる。
{\displaystyle {\frac {N_{1}+\alpha _{1}N_{2}}{K_{1}}}} や {\displaystyle {\frac {N_{2}+\alpha _{2}N_{1}}{K_{2}}}} の値を左右するのは、まずそれぞれの種の現在の個体数、相手の個体数、相手の自分に対する競争係数、そして環境収容力である。
現在の自分のほうの個体数が大きくなれば、この式の分子 N1 + α1N2 および N2 + α2N1 の左の項が大きくなるので、この式の値は大きくなる。また、相手のほうの個体数が大きくなれば、右の項が大きくなるので同様に式の値は大きくなり、競争係数の大きさはその程度を高くしたり低くしたりする。また、自分のほうの種の環境収容力が大きければ、これは分母にあるため式の値が小さくなるし、環境収容力が小さければ、逆に式の値は大きくなる。
すなわち、ロジスティック方程式は、もともと種内の個体を互いに競争関係にあるものと見なしており、個体数が増えれば増えるだけ、暮らしが苦しくなって繁殖率が下がるというものである。そこで、競争相手の個体が増えた場合も、ある率で暮らしが苦しくなる、というふうにしたのがこの式である。つまり、一般社会でイメージするように、個体どうし、種どうしが互いにじかに闘争しあうというのではなく、直接的間接的にかかわらず、相手の暮らし向きにどれだけ圧力をかけてしまっているかで互いの個体数に影響を与えるという実態をモデル化することができるわけである。
この式を元に考えれば、2 種の生物が競争した場合、当初は r が大きいものが優位に立つが、時間が経つと K が大きい方が有利になる。また、初期条件で互いの個体数がどうであるのか、互いがどれだけ相手の存在に対して敏感に悪影響を受けてしまうのか、さらにそもそものそれぞれの種の環境収容力のレベルも重要な要素となる。
ガウゼが 2 種のゾウリムシを混合培養した実験では、ほぼこの結論を認める結果となっている。すなわち、2 種のうちのどちらかだけが生き残り、2 種混合で生存させることはできなかった。それが可能だったのは、片方が水槽の底におり、もう一種が上の方に生息するという、いわば棲み分けが成立した時だけであった。

### 競争排除則
特定の 2 種が、様々な面で要求する資源が共通する場合、それらを同じ生態的地位（ニッチ）をもつと言う。厳密に同じニッチをもつ 2 つの種が共存することはないと考えられており、これを競争排除則という。また、よく似た 2 種が共存する場合、活動の場を分けていたり、異なる餌を食べているなどの形で、全く同じニッチでない状態であることがあり、これを棲み分けまたは食い分けという。かつては生物が自主的に棲み分けをしているという説もあったが、現在ではそれぞれの種が競争を経て、異なるニッチへ適応した結果と考えるのが一般的である。